# Gaius Manlius Valens
Gaius Manlius Valens (auch Titus Manlius Valens) war ein römischer Senator des 1. Jahrhunderts n. Chr. Er war Prätor, Legat und schließlich im Jahr 96 ordentlicher Konsul zusammen mit Gaius Antistius Vetus.
In den Jahren 51/52 war er Legat einer Legion in Britannien (Edmund Groag vermutet die Legio II Augusta, Anthony R. Birley die Legio XX Valeria Victrix), die unter seinem Kommando gegen die Silurer kämpfte. Nach einer Niederlage gegen die Siluren wurde Valens vom Legaten Aulus Didius Gallus abgelöst. Später erhielt Valens unter Kaiser Nero das Kommando über die 67 n. Chr. neugebildete Legio I Italica, die von Galba nach Lyon verlegt wurde. Als Vitellius im April 69 von den germanischen Legionen zum Kaiser ausgerufen wurde, schloss sich Manlius Valens mit seiner Legion ihm an. Er genoss bei Vitellius aber keine Gunst, da er von Fabius Valens durch geheime Verleumdungen in Verruf gebracht worden war. In den folgenden Jahren scheint er sein Kommando verloren zu haben.
Für das Jahr 96 wurde Manlius Valens vom Kaiser Domitian zum Konsul ernannt, obwohl er damals schon 90 Jahre alt war. Nach Niederlegung des Konsulats starb er.